# Rhampholeon marshalli
Rhampholeon marshalli är en ödleart som beskrevs av  George Albert Boulenger 1906. Rhampholeon marshalli ingår i släktet Rhampholeon och familjen kameleonter. IUCN kategoriserar arten globalt som sårbar.

## Underarter
Arten delas in i följande underarter:
- R. m. marshalli
- R. m. gorongosae